# الأناركيون في الثورة الروسية
الأناركيون في الثورة الروسية هو كتاب تاريخي صدر عام 1973 من تأليف بول أفريش ومجموعة من المصادر الأولية حول دور الأناركيين الروس خلال الثورة الروسية.